# Кузьменков Дмитро Сергійович
Дмитро Сергійович Кузьменков (нар. 26 січня 1999) — український футболіст, захисник «Оболонь-Бровара».

## Життєпис
Вихованець київської «Зміни-Оболонь». Футбольну кар'єру розпочав у 2016 році в складі «Оболонь-Бровара-2» у чемпіонаті Київської області. Влітку 2016 року переведений до «Оболонь-Бровара». За першу команду «пивоварів» 10 серпня 2016 року в переможному (1:0) домашньому поєдинку 2-о попереднього раунду кубку України проти «Гірник-спорту». Дмитро вийшов на поле на 77-й хвилині, замінивши Ерьоменка. У сезоні 2016/17 років цей матч так і залишився єдиним у складі «пивоварів», ще двічі Кузьменков потрапляв до заявки столичного клубу на матчі Першої ліги, проте в обох випадках залишався на лаві для запасних.
З 2019 року виступає за «Оболонь-Бровар-2». Станом на 30 жовтня 2019 року провів 10 поєдинків у Другій лізі чемпіонату України.